# Dendrobium macrophyllum
Dendrobium macrophyllum es una especie de orquídea originaria de Nueva Guinea.

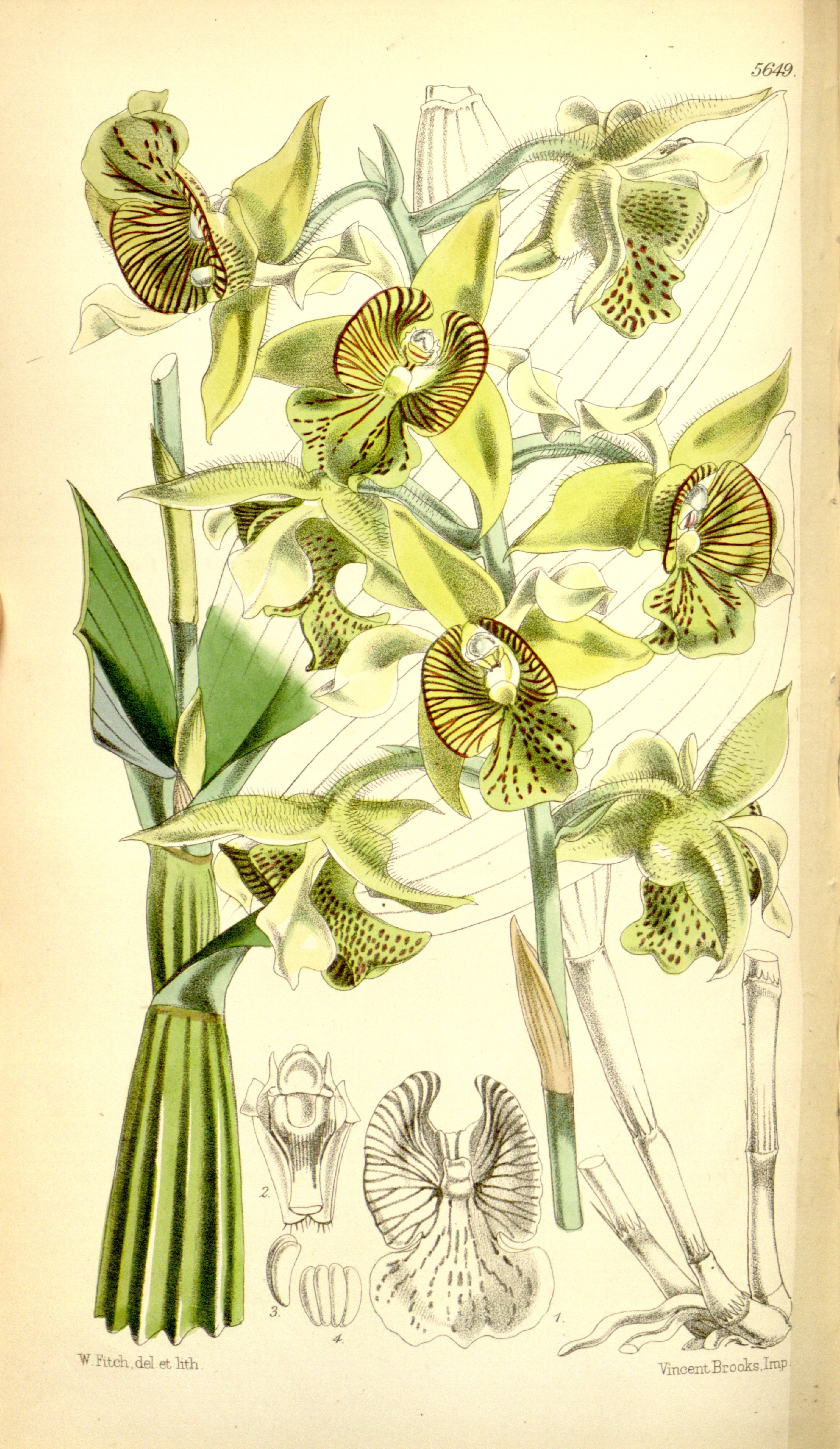
Ilustración

## Descripción
Es una orquídea de tamaño mediano a grande, que prefiere un clima cálido. Tiene hábitos epifitas . Esta especie tiene tallo acanalado, ligeramente aplanado, basalmente delgado y grueso en el 60% superior con 2 a 4, hojas grandes y persistentes que están cerca del ápice. Florecen desde la primavera hasta finales de verano en una inflorescencia erecta de 15 a 40 cm de largo, por lo general con 15 a 25 flores en racimo con flores con textura, de color variable que requieren agua y fertilizante durante todo el año. La inflorescencia apical, erecta o curva surge de las axilas de las hojas en el ápice con flores que tienen una fragancia delicada y son de larga duración.

## Distribución y hábitat
Se encuentra en la Isla de Java, Islas de la Sonda, las Molucas, Filipinas, Sulawesi, Nueva Guinea, Islas Salomón, Fiyi, Nueva Caledonia, Samoa, islas Santa Cruz, Vanuatu y las Islas Carolinas en las selvas costeras de bosque primario en los troncos de los árboles a media altura del tronco, a una altitud desde el nivel del mar a los 1700 metros

## Taxonomía
Dendrobium macrophyllum  fue descrita por Achille Richard   y publicado en Sert. Astrol. 22: Misc. 36. 1834.
Etimología
Dendrobium: nombre genérico que procede de la palabra griega (δένδρον) dendron = "tronco, árbol" y (βιος) Bios = "vida", en resumen significa "viven sobre los troncos de los árboles" (por su naturaleza epifita).
macrophyllum: epíteto latino que significa "con grandes hojas".
Sinonimia
- Callista macrophylla (A.Rich.) Kuntze
- Latourea macrophylla (A. Rich.) Brieger
- Latourorchis macrophylla (A.Rich.) Brieger
- Sayeria macrophylla (A.Rich.) Rauschert[4][5]

var. macrophyllum
- Callista gordonii (S.Moore ex Baker) Kuntze
- Callista veitchiana (Lindl.) Kuntze
- Dendrobium brachythecum F.Muell. & Kraenzl.
- Dendrobium ferox Hassk.
- Dendrobium gordonii S.Moore ex Baker
- Dendrobium lucae F.Muell. ex Kraenzl.
- Dendrobium musciferum Schltr.
- Dendrobium polysema Schltr.
- Dendrobium psyche Kraenzl.
- Dendrobium pulchrum Schltr.
- Dendrobium sarcostemma Teijsm. & Binn. ex Miq.
- Dendrobium ternatense J.J.Sm.
- Dendrobium tomohonense Kraenzl.
- Dendrobium veitchianum Lindl.
- Latourea muscifera (Schltr.) Brieger
- Latourorchis muscifera (Schltr.) Brieger
- Sayeria muscifera (Schltr.) Rauschert
- Sayeria polysema (Schltr.) Rauschert
- Sayeria psyche (Kraenzl.) M.A.Clem. & D.L.Jones